# スペシャルティカー
スペシャルティカー (英: specialty car) 、スペシャリティカー (英: speciality car)とは、自動車のカテゴリーのひとつ。スポーツカーのような外見でありながら、走行性能ではなく快適性や居住性を重視した乗用車のことを指す。「デートカー」「スポーティカー」はほぼ同義。

## 概要
スポーツカーのような外見でありながら走行性能を重視したものではなく、快適性や居住性を重視している自動車のことである。
多くの場合が実用型大衆車のプラットフォームとコンポーネンツを基に、一見スポーツカーのように見えるスタイリッシュなクーペ、もしくはハードトップボディを架装している。比較的低廉な価格で、スポーツカーやGTカーの雰囲気が味わえるのが特徴である。1970年代初頭から1990年代初頭にかけて、居住性よりも雰囲気が重要であるデートカーとして、また性能では本格的なスポーツカーに及ばずともその雰囲気を廉価で楽しめる車として、多くの若者たちから人気を集めた。
2020年代現在では、スペシャルティカーに該当する新車（現行車）がほとんど存在しないことから、もっぱら1970年代から1990年代の中古車を分類する際に用いられることが多い。
- 日本初のスペシャルティカーであるトヨタ・セリカ（初代）
- ホンダ・プレリュード（2代目）。「スペシャルティカーを代表する一台」とも評されている[2]。

## 歴史

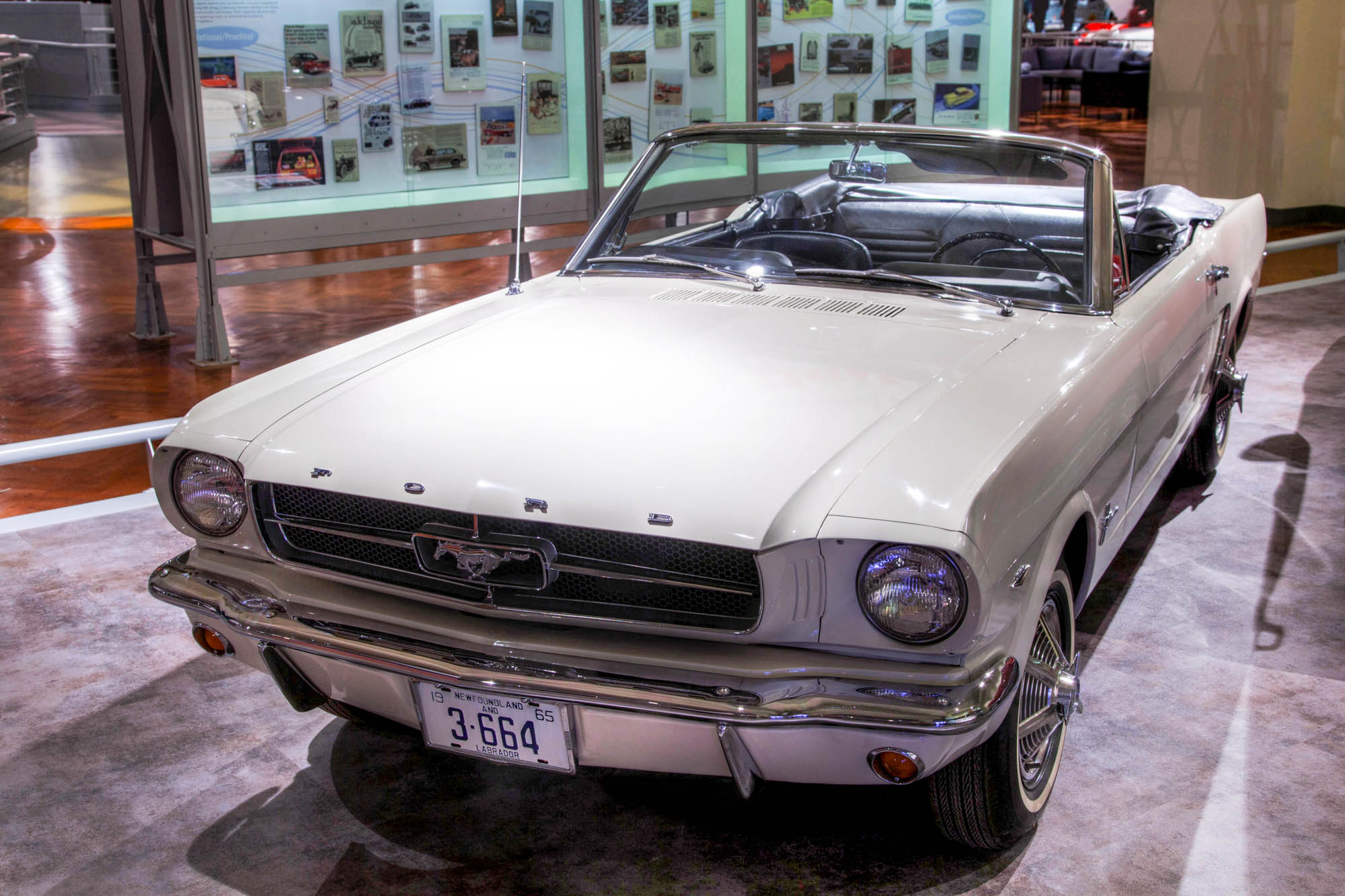
フォード・マスタング（初代）

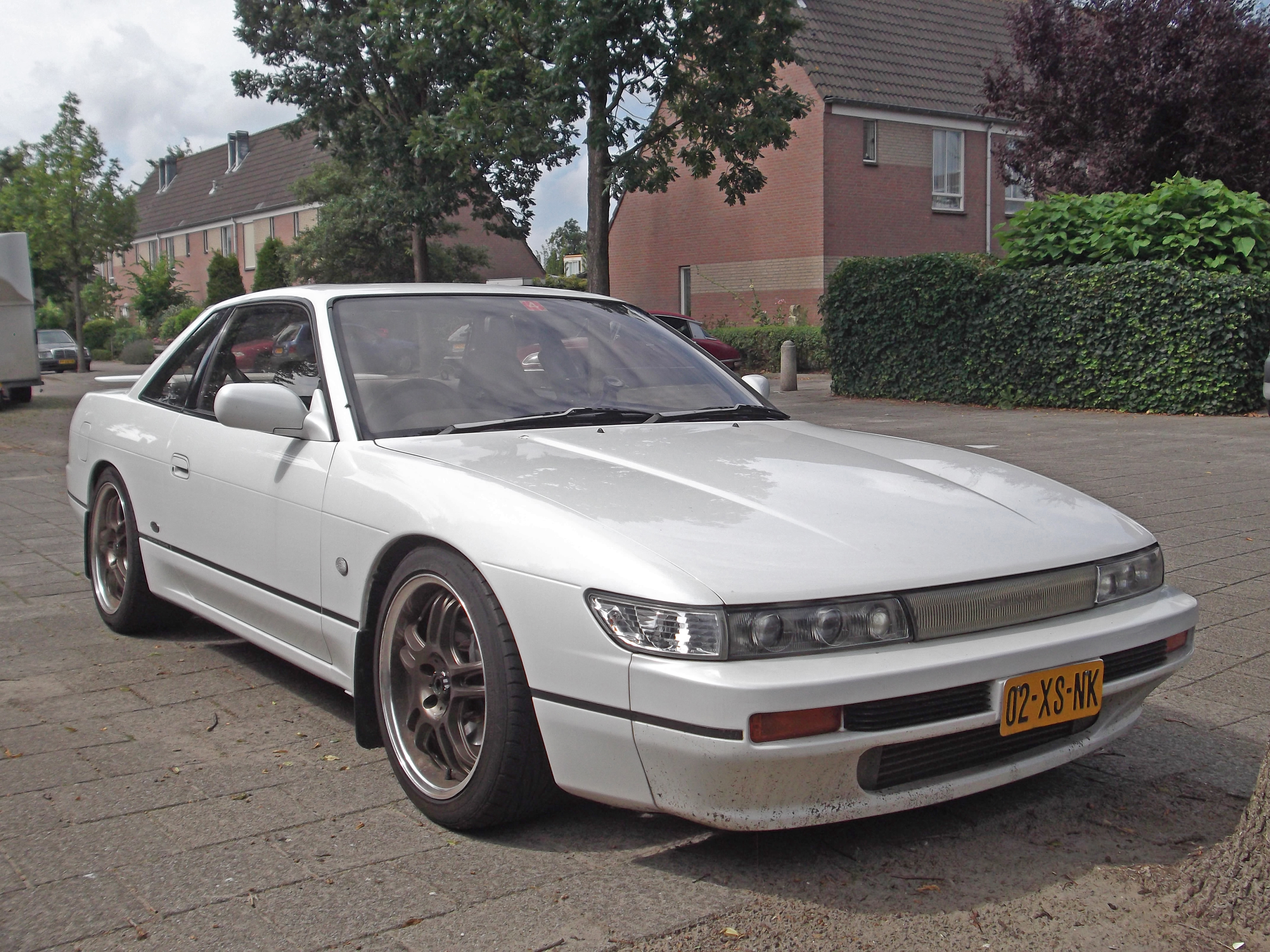
日産・シルビア（S13型）

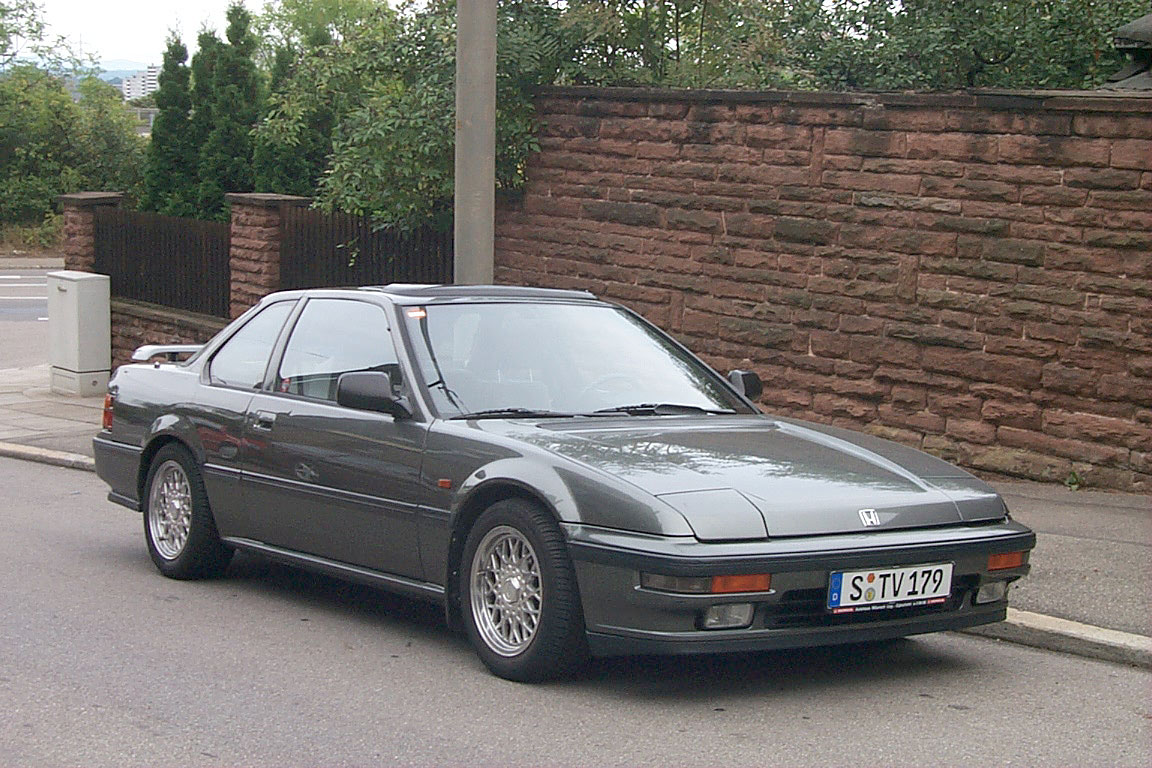
ホンダ・プレリュード（3代目）

「スペシャルティカー」と呼べる存在の先駆けは、1964年に発売されたフォード・マスタングである。同社のフォード・ファルコンのシャシ上にスポーツカー風のクーペボディを載せ、安価なベーシックモデルに多彩なオプションを用意する「フルチョイスシステム」を採用したことで、外見重視のスポーティーカーからアマチュアレーサー向けのレース仕様まで1車種でカバーすることが可能となり、大ヒットを記録した。自動車雑誌「Car Life」（Car Life Magazine）の編集者であったDennis Shattuck はこれを「ポニーカー」と呼び、1967年にゼネラル・モーターズ（GM）がシボレー・カマロ、1970年にクライスラーがダッジ・チャレンジャーをそれぞれ対抗馬として発売したことから、ビッグスリーによる三つ巴の販売競争へと発展し、一大ジャンルが形成されるに至った。当時のアメリカの自動車業界では、これらのロングノーズ・ショートデッキのクーペボディを持つ車を、より高価で豪華なビュイック・リヴィエラ、キャデラック・エルドラド、フォード・サンダーバードなどとともに"specialty cars"とカテゴライズしていた。

### 日本における歴史
日本では、1962年にプリンス自動車から発売されたスカイラインスポーツが国内初のスペシャルティカーとされるが、約60台のみの少量生産に留まった。量産されたスペシャルティカーとしては、1970年登場のトヨタ・セリカがその嚆矢である。セリカは主にE20型カローラのコンポーネンツを一部流用していたものの、シャシは既存の車種（プラットフォーム）をベースとしない新規開発であった。なお、セリカと同一シャシを用いたノッチバックセダンのカリーナが数か月遅れで登場している。
その後、1975年に登場したマツダ・コスモAPがヒットを記録。1980年代には日産・シルビアとホンダ・プレリュードが2大スペシャルティカーとして君臨した。また、この時期にはセリカの姉妹車として誕生したカリーナEDが大ヒットし、それまで2ドアが主流であったスペシャルティカー市場に4ドアという新たなカテゴリを確立した。
バブル期には3代目ホンダ・プレリュード、S13型日産・シルビア、AE91/92型カローラレビン/スプリンタートレノが大ヒットとなった。しかし、その後のスペシャルティカーは次第にボディが肥大化し、スポーティさに加えて高級感の要素も加味されていったために、もとより高級感を重視したクーペボディのハイソカーと市場が競合するようになっていった。
バブル崩壊後の1990年代後半以降は、自動車においても派手さを志向するものから堅実で実用的なものが求められる傾向へと一気にシフトし、同時に日本人の生活水準の多様化が進んだ結果、それに呼応するようにユーザーが自動車に求める価値観も多様化が進んだ。節約志向となった一般民衆の間では、経済性を重視したコンパクトカーや軽自動車が人気となる一方、アウトドアや多人数での移動を志向するユーザーの間ではSUVやミニバンが人気となった。一方でパフォーマンスカー嗜好層においてもホットハッチやスポーツセダンの台頭・高性能化、中古車が安価かつ豊富にあったハイソカーのパッケージングに着目したチューニングの増加などクーペの相対的な地位低下が起こっていた。
こういった諸事情が複合的に影響し、スポーツカーおよびそれに連なるスペシャルティカーの販売台数は急速に減少していった。

## 車種

### 日本車
☆は軽自動車。
トヨタ
- セリカ/コロナクーペ/カレン
- セリカXX/スープラ
- カローラレビン/スプリンタートレノ
- セラ
- サイノス

日産
- シルビア/ガゼール/180SX
- レパード（2代目まで）
- エクサ
- サニーRZ-1
- NXクーペ
- ルキノクーペ

ホンダ
- Z（初代）☆
- アコードクーペ
- シビッククーペ
- プレリュード
- インテグラ

マツダ
- コスモ
- ルーチェロータリークーペ
- エチュード
- MX-6
- ユーノス・プレッソ/オートザム・AZ-3

三菱自動車工業
- ギャランGTO
- ミニカスキッパー☆
- ランサーセレステ
- ギャランΛ
- コルディア
- スタリオン
- エクリプス
- FTO

富士重工業（現・SUBARU）
- アルシオーネ/アルシオーネSVX
- R1☆

スズキ
- フロンテクーペ☆
- セルボ（初代、2代目）☆

ダイハツ
- フェローハードトップ☆
- リーザ☆
- MAX☆
- ソニカ☆
- キャスト☆

[[]];いすゞ
- 117クーペ
- ピアッツァ
- PAネロ[[]]

光岡自動車
オロチ